# اسکالپل لیزری

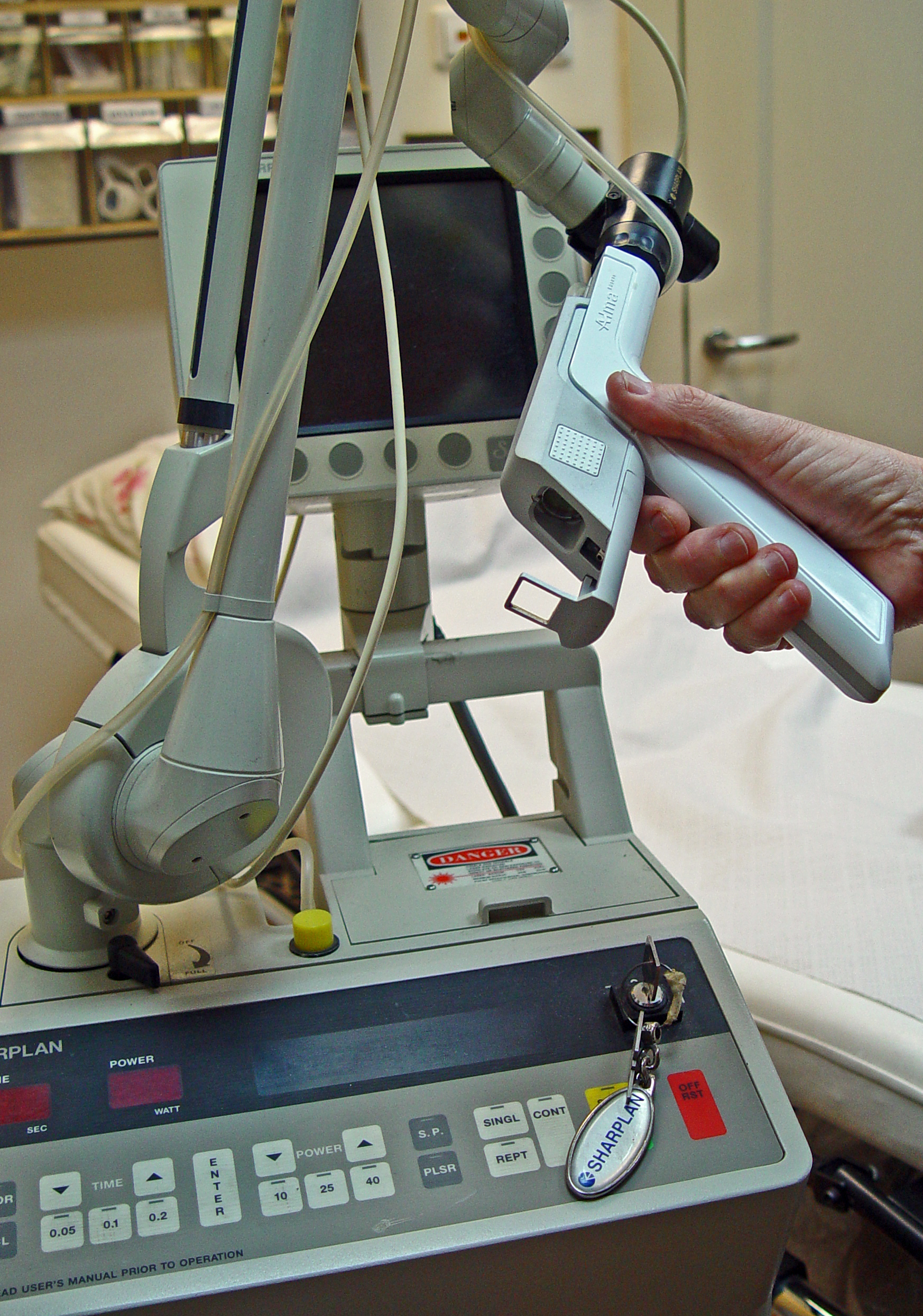

اسکالپل لیزری یا نیشتر لیزری(به انگلیسی: Laser scalpel) مدلی از اسکالپل برای جراحی بوده که افزوده بر ایجاد برش بر روی بافت، همزمان از خونریزی جلوگیری کرده(بندایش خونریزی) و این فرایند به‌طور کلی توسط لیزر انجام می‌گیرد.

جراحی با لیزر بر روی بافت نرم سبب تبخیر سطحی مایعات در آن ناحیه می‌شود.
در چشم پزشکی، لیزر اگزایمر برای تغییر شکل قرنیه، روشی شناخته شده محسوب شده و به عنوان روش لازک، کاربرد دارد.

سایر کاربردها: ختنه، جراحی مغز و اعصاب و جراحی عروق
برای استفاده از تحقیقات زیست‌شناسی یاخته، لیزر ویژه میکرو، می‌تواند جرمی کم‌تر از یک سلول را برش دهد.